# Hensbroek
Hensbroek (52° 39′ N, 4° 53′ L) é uma cidade dos Países Baixos, na província de Holanda do Norte. Hensbroek pertence ao município de Koggenland, e está situada a 4 km, a leste de Heerhugowaard.
Em 2001, a cidade de Hensbroek tinha 758 habitantes. A área urbana da cidade é de 0.23 km², e tem 284 residências. 
A área de Hensbroek, que também inclui as partes periféricas da cidade, bem como a zona rural circundante, tem uma população estimada em 1330 habitantes.